# バルチックチョウザメ
バルチックチョウザメ(Baltic sturgeon)は、ヨーロッパの多くの海岸にいるチョウザメである。ヨーロッパチョウザメ(European sea sturgeon)とも言う。現在、絶滅寸前である。

## 形態
くさび型の頭は、先が長く伸びている。顔面には感覚器としてのひげが多数ある。背びれは体のかなり後方にある。大きな骨板には5本の縦の線が走っている。腹は黄色で背は茶色がかった灰色である。
成長すると、通常体長1mから2mになるが、大きなものでは3.5mに達する。平均的な体重は約150㎏であるが、315kgにもなる個体もある。オスでは12年から14年、メスでは16年から18年と性的に成熟するのに長い時間を要し、寿命は40年にもなる。

## 生態
黒海以外のヨーロッパの海岸で見られるが、大西洋を越えて北アメリカにまで達することが知られている。他のチョウザメと同様に、海岸沿いの川に産卵する。また、他のチョウザメと同様にひげを使って貝や甲殻類を探して食べる。

## 保護
19世紀初頭には、キャビアを作るために広く使われたが、1982年以降はヨーロッパで保護されている。